# Rimae Alphonsus
Le Rimae Alphonsus sono una struttura geologica della superficie della Luna.